# Aegis (Marvel Comics)
Pour les articles homonymes, voir Aegis.
Aegis est un personnage de fiction, un super-héros appartenant à l'univers de Marvel Comics. Créé par le scénariste Jay Faerber et le dessinateur Steve Scott, il apparait pour la première fois dans le comic book New Warriors vol.2 #0 en juin 1999.

## Biographie du personnage
Trey Rollins est né à Brooklyn et s'est concentré sur ses études pour éviter la vie des gangs. Un jour, il découvrit l'armure d'Aegis, une sorte de bouclier bénie par Athéna. Il devint alors un vigilante masqué.
Il aida les New Warriors à vaincre Blastaar et devint membre de l'équipe.
Quand une guerre des gangs éclata, Aegis sauva son ami d'enfance, James, qui parvint presque à tuer les New Warriors. Leur QG fut détruit.
Hercule accusa Aegis  d'être un voleur mais Athéna déclara qu'il était son nouveau champion. Trey prit de l'assurance en tant que héros, mais poursuit désormais ses études.
Aegis fit partie du projet Initiative. 
Il trouva la mort aux mains des Dieux Grecs vivant sur Terre (Héra et Pluton), qui avaient tendu un piège à Hercule, Athéna et Amadeus Cho. L'armure fut récupérée par Héra.

## Pouvoirs et capacités
- Aegis n'avait pas de super-pouvoirs. Elle utilisait l'Aegis ('égide'), un plastron doré qui sert d'artefact aux champions d'Athéna.
- L'armure d'Aegis entoure son porteur d'un champ de force invisible et impénétrable, quand elle est conscient qu'on l'attaque. Pris par surprise, elle peut être blessé.
- Le champ de force peut absorber, et rediriger de l'énergie.
- Le porteur peut étendre son champ à 3 m et ainsi protéger plus de monde.
- Pour ses services, Athéna lui avait octroyé le passage vers le Royaume d'Olympus.